# Український скоропис

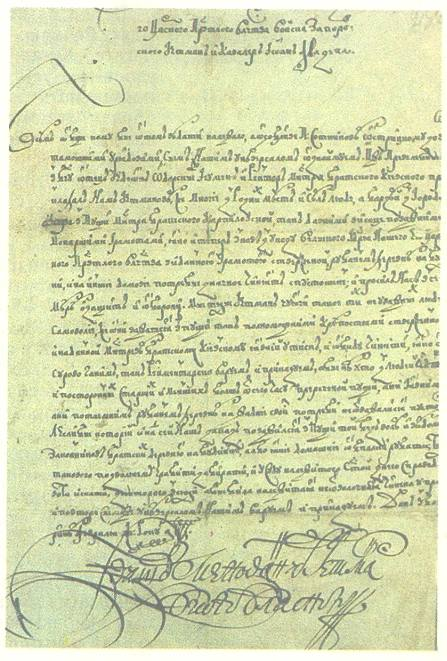
Універсал гетьмана Війська Запорозького Івана Мазепи

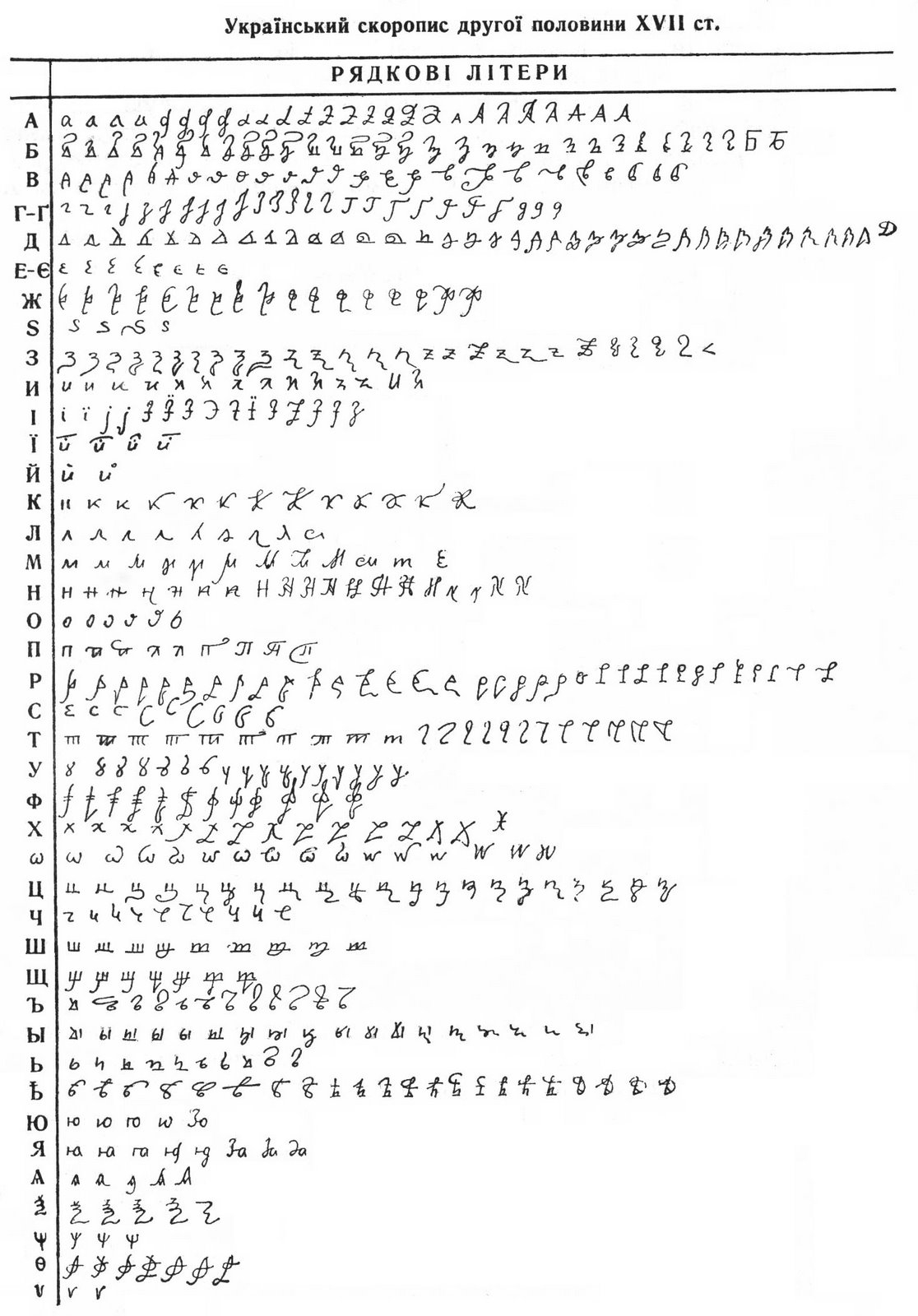
Український скоропис третього періоду

Украї́нський або коза́цький скоро́пис[джерело?] — кириличний шрифт, який набув значного поширення в документах військових і ратушних канцелярій Війська Запорозького в кінці XVI — на початку XVIII століть.

## Історія
Історик Іван Каманін поділив історію розвитку українського шрифту на три періоди.
Перший період (кінець XV — початок XVI ст.). Для цього періоду прийнято термін «уставний скоропис», який запропонував Ізмаїл Срезневський. В той час українське письмо було вільне від усілякого стороннього впливу і в способах писання йшло за традиціями Візантії, довго затримуючи в себе характер уставного скоропису (на відміну від російського тогочасного скоропису, що рано зазнав зовнішніх впливів, можливо, східних, унаслідок чого виробилася згодом нерівність і гачкуватість).
Другий період (друга половина XVI ст.) характеризується тенденцією до злитого написання слів: значна похиленість літер, загинання кінців літер праворуч, кінець однієї літери більше зближується з початком наступної. Але справжня сув'язь іще лише вироблялася. Частішало винесення окремих літер угору, над рядок.
Букви невеликого розміру — всі майже однакової висоти (тоді як у російському скоропису літери різнилися шириною та розмахом при різній висоті). Активізувався процес появи нових форм літер. В кінці другого періоду посилився вплив західноєвропейської каліграфії, що прийшла в Україну через Польщу.
Відмітною рисою третього періоду (кінець XVI — середина XVIII ст.) стала поява в письмі нового характеру, що розвинувся в українських школах, заснованих православними братствами. Відкривалися школи Острозька, Володимирська, Київська, Луцька. Чистопис став одним із основних предметів викладання. Сформувалися нові почерки — Київський, Острозький, Чигиринський (козацький). Це був час найвищого розквіту українського скоропису, що органічно вписався в простір культури бароко.

## Характеристика
Ось як характеризує український скоропис Віталій Мітченко в праці «Мистецтво скоропису в просторі українського бароко»:  
| Ліві лапки | Візьмімо будь-який універсал котроїсь із українських канцелярій та погляньмо, як писар розпоряджається «просторовим шаром» аркуша. Композиційно й просторово цей аркуш можна порівняти з фасадом барокової кам'яниці, коли «читати» його згори вниз. Спочатку йдуть темпераментні закрути й розчерки, що дають зоровий акцент початку напису й вертикальну сув'язь першим рядкам. Вони утворюють подобизну барокового картуша з характерною для вкраїнської архітектури цього періоду динамікою та асиметрією в деталях. Далі починається ревна, вишукано-віртуозна й вивірена робота: написання слів і складання горизонталей рядків у вертикальний масив напису, де функцію в'яжучої речовини виконують вертикальні зв'язки ліґатур. І наприкінці напису — розчерк, який є засобом психологічної розрядки після напруженої праці. Така складна просторово-лінійна ритміка притаманна саме українському скорописові. Європейська каліграфія цього часу ритмічно більш розмірена. Просторовий шар аркуша, в якому знаходиться масив напису, неглибокий. Розчерк раціональний і пружний, мов стиснена пружина. В російському скорописові цього періоду роль психологічних розрядок, поряд із розчерками, виконували виносні елементи літер, через що напис виходив більш нерівний, пульсуючий. | Праві лапки |

## Прийоми

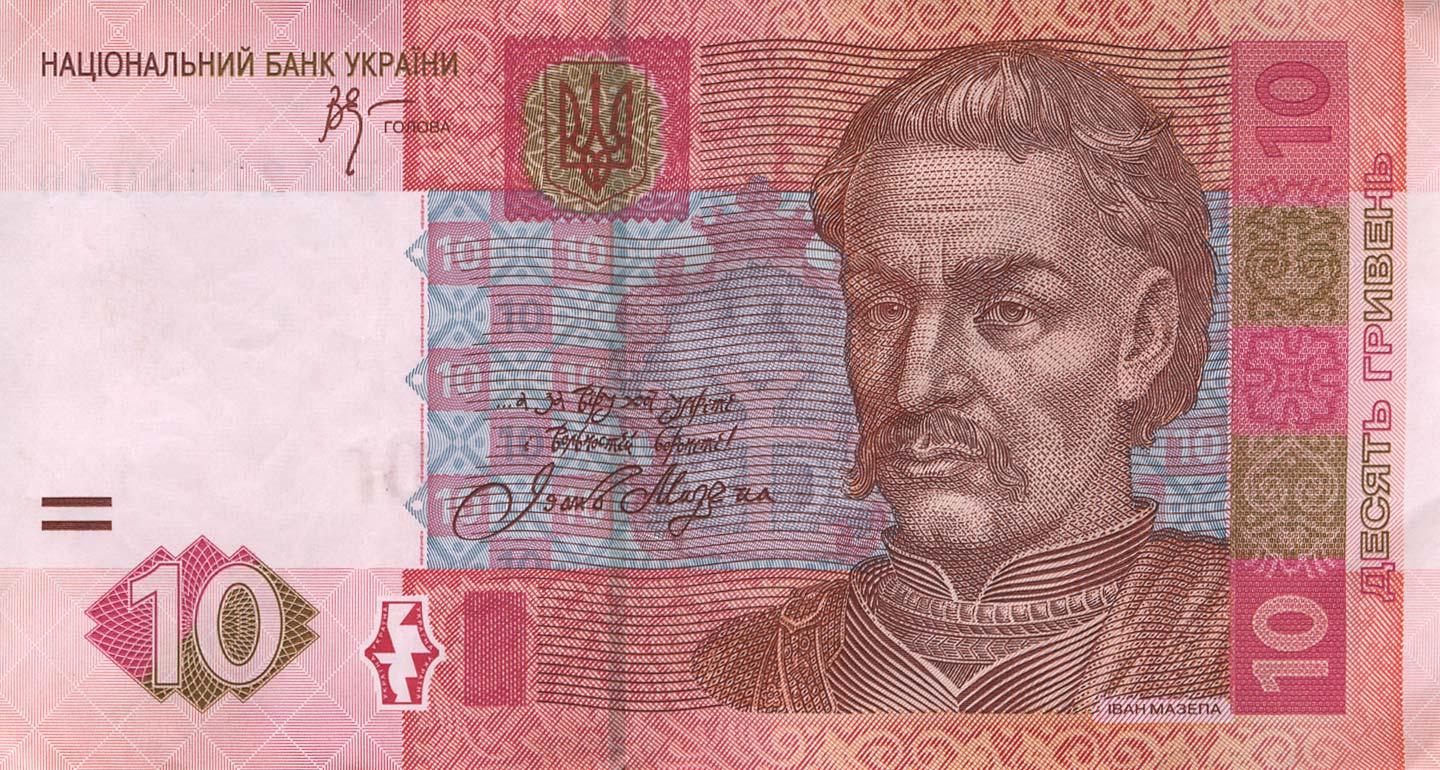
Український скоропис на гривнях зразка 2004 року. Цитата Мазепи: «А за віру хоч умріте і вольностей бороніте!».

При скорописному письмі в каліграфічних аркушах часто виходили компактно виписані слова — слова-образи, слова-ідеограми, які читач сприймав цілком, не розбиваючи на окремі літери. Основними причинами цього є такі скорописні прийоми:
- Не всі літери відігравали однаково активну декоративну роль при письмі. Літери Л, П, Т, И, М, О, Ш, А, Н, Е писалися легко й відігравали роль пауз. Основне декоративне навантаження несли букви С, Б, К, З, Д, Е. Вони вихоплюються, як правило, вгору й униз від головної лінії рядка й своїми емоційними сплесками виносних елементів створюють своєрідну ритміку писання.[3]
- Не всі букви поєднувалися одна з одною горизонтально (як це стало згодом, наприклад, у канцелярському письмі XIX сторіччя). Варіанти поєднання літер горизонтально є досить різноманітними. При цьому в одному й тому ж написі трапляються декілька варіантів поєднання одних і тих же літер, а з'єднувальні лінії часто набувають самостійного декоративного значення. Сув'язь сусідніх літер будується таким чином, що обриси першої диктують обриси наступної — і воднораз самі від них залежать.
- Горизонтальні ліґатури з одного боку посилюють декоративне звучання напису, а з другого — «в'яжуть» рядок, спонукаючи погляд бігти зліва направо.[3] Вертикальні ліґатури поряд із виносними елементами відіграють роль зв'язків між рядками й трохи затримують ковзання погляду горизонталлю рядка.[3] Вертикальні зв'язки створювалися дуже винахідливо.[3] Найчастіше над рядок виносили літери X, Н, Р, М, Ш, Т.

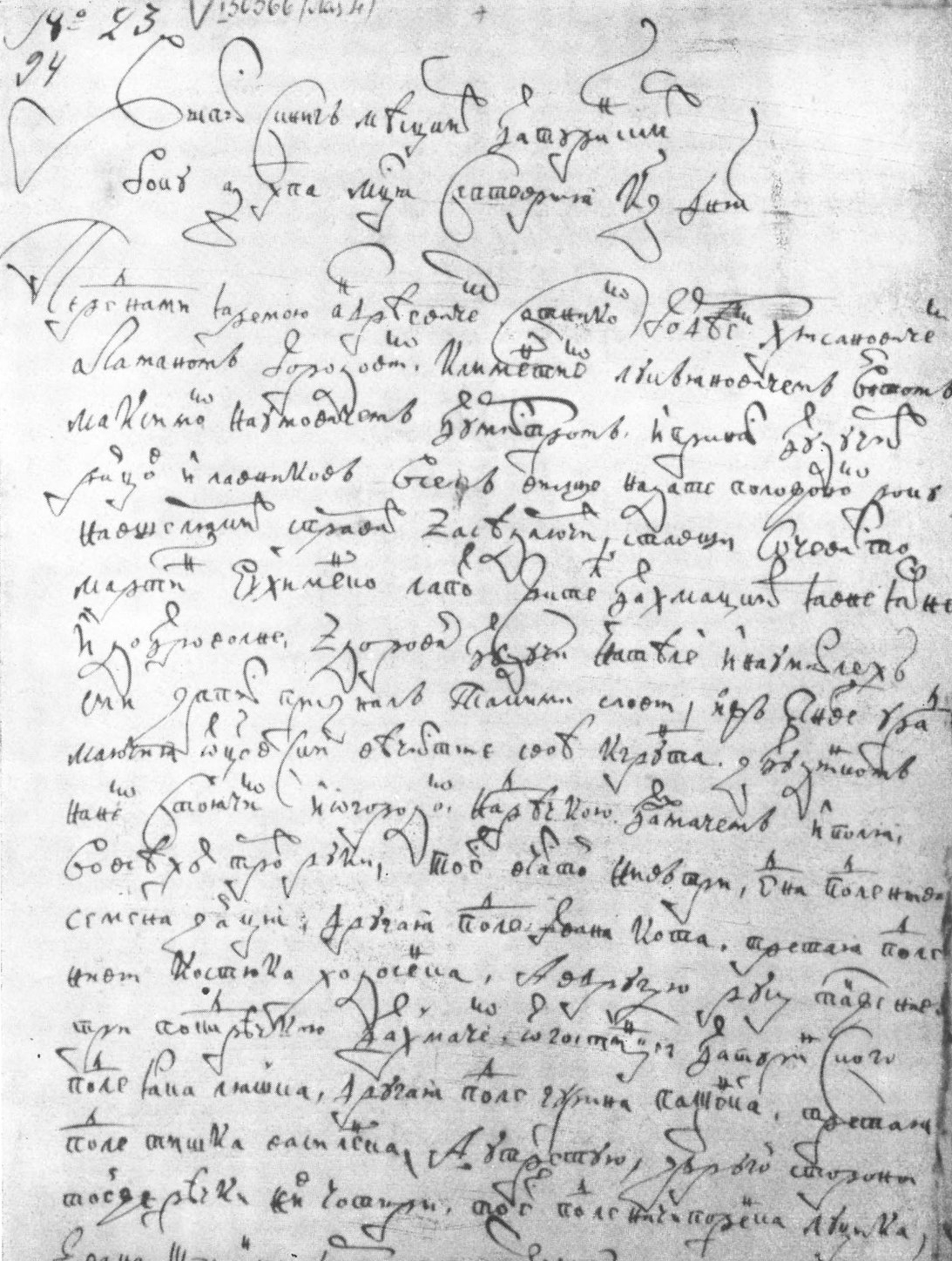
Український скоропис: Витяг із Батуринських міських книг 27 вересня 1681 року